# Black Panther Slam
Pour les articles homonymes, voir Black Panther.
Paterne Lyonel Bouanga Kaba, dit Black Panther slam, né le 27 octobre 1996 à Brazzaville, est un artiste poète et slameur congolais.

## Biographie
De son vrai nom Paterne Lyonel Bouanga Kaba, Black Panther slam découvre le slam en 2011 lors de la deuxième compétition interscolaire de Brazzaville. C’est en 2014, qu’il adhère au collectif Ateliers du Styl’oblique Congo, et se consacre à ce genre oratoire.
Black Panther (slam) est diplômé en Master de Management des Finances de l'école supérieure de gestion et d'administration des entreprises. Il est animateur des ateliers de slam à l’Institut Français du Congo et à la maison Russe au Congo,.
Black Panther (slam) est lauréat de plusieurs compétitions de slam notamment, la compétition slam du volontariat Français en 2014, du  Slam National du Congo en 2015,.
En juin 2015, il représente le Congo et est finaliste mondial lors de la 9e Coupe du monde de Slam Poésie à Paris. La même année, il représente le Congo en décembre au festival des 10 ans du slam à Madagascar visant à réunir les principaux acteurs de chaque pays africain en vue de l’organisation de la première coupe d’Afrique de slam. Il participe également à la cérémonie de clôture des 11e jeux africains.
En juin 2016, il organise la première édition du projet socio-artistique et humanitaire Motissage. La même expérience est reprise en 2017 avec au programme : une exposition, une conférence, des visites dans les orphelinats, et des spectacles,.
En 2018, Black Panther sort le clip Lettre au Recteur. Il est sélectionné en mars 2018, pour participer à la 10e édition du Marché des Arts du Spectacle d’Abidjan, en sigle Masa.
Le 8 mars 2019, inspiré par Simone de Beauvoir, il sort le single et clip Deuxième Sexe dans lequel il dénonce les violences faites aux femmes. Puis, il participe à la création Kongo Crédo Impromptu du compositeur Julien Roux, aux côtés du groupe français le Concert Impromptu, et de la chorale le Chœur Crédo.
En 2021, Il intègre le centre d'art Les Ateliers Sahm et participe, à Marseille, à la résidence de création « Africa 2020 ». Il reçoit  le prix du créateur en arts de la scène lors de la 19ème cérémonie de récompense des Sanzas de M'foa.
En 2022, il sort le single Mavula, qui décrit à la fois la beauté, le métissage, l'histoire de sa ville natale, Brazzaville. Morceau bien accueilli par la critique, qui lui vaut le grand prix slam à la 6ème édition des trophées panafricains de l'excellence.

## Quelques événements
- Juillet 2021 : Sortie du clip et single BlackLife1. Prélude de l'album La Force des Mots ; 
- Juin 2021 : Participation à la résidence Africa 2020 avec Les Ateliers Sahm ; 
- Mai 2019 : participation aux 70 ans de la maison d’édition Présence Africaine ; 
- Avril 2018 : Participation au Midem African Forum ; 
- Mars 2018 : Organisation d’une avant-première du MASA à l’Institut Français du Congo ; 
- Novembre 2015 : Participation à la performance de la Cop21, dénommée les  24H du climat  ; 

## Disco et vidéographie
- 2015 : Black Panther- Solidarité
- 2016 : Black Panther - Le slam, mon passeport
- 2018 : Black Panther – Lettre au recteur
- 2019 : Black Panther – Deuxième Sexe
- 2020 : Black Panther – Je te présente ma team (Black week 1)
- 2020 : Black Panther – La diction (Black week 2)
- 2021 : Black Panther - Black Life 1
- 2022 : Black Panther - Black Life 2 Mavula [20]

## Distinctions
- 2021 : Récompense de la Sanza de M'foa[14]
- 2022 : Grand Prix slam de la 6ème édition du prix Studio 210 Trophées Panafricains de l'Excellence[15],[21]